# متروی تولوز
متروی تولوز (به فرانسوی: Métro de Toulouse) سیستم قطارشهری در تولوز، فرانسه است.
این مترو که در سال ۱۹۹۳ تأسیس شده است دارای ۲ خط، ۳۷ ایستگاه و ۲۸٫۲ کیلومتر طول است.

## نگارخانه

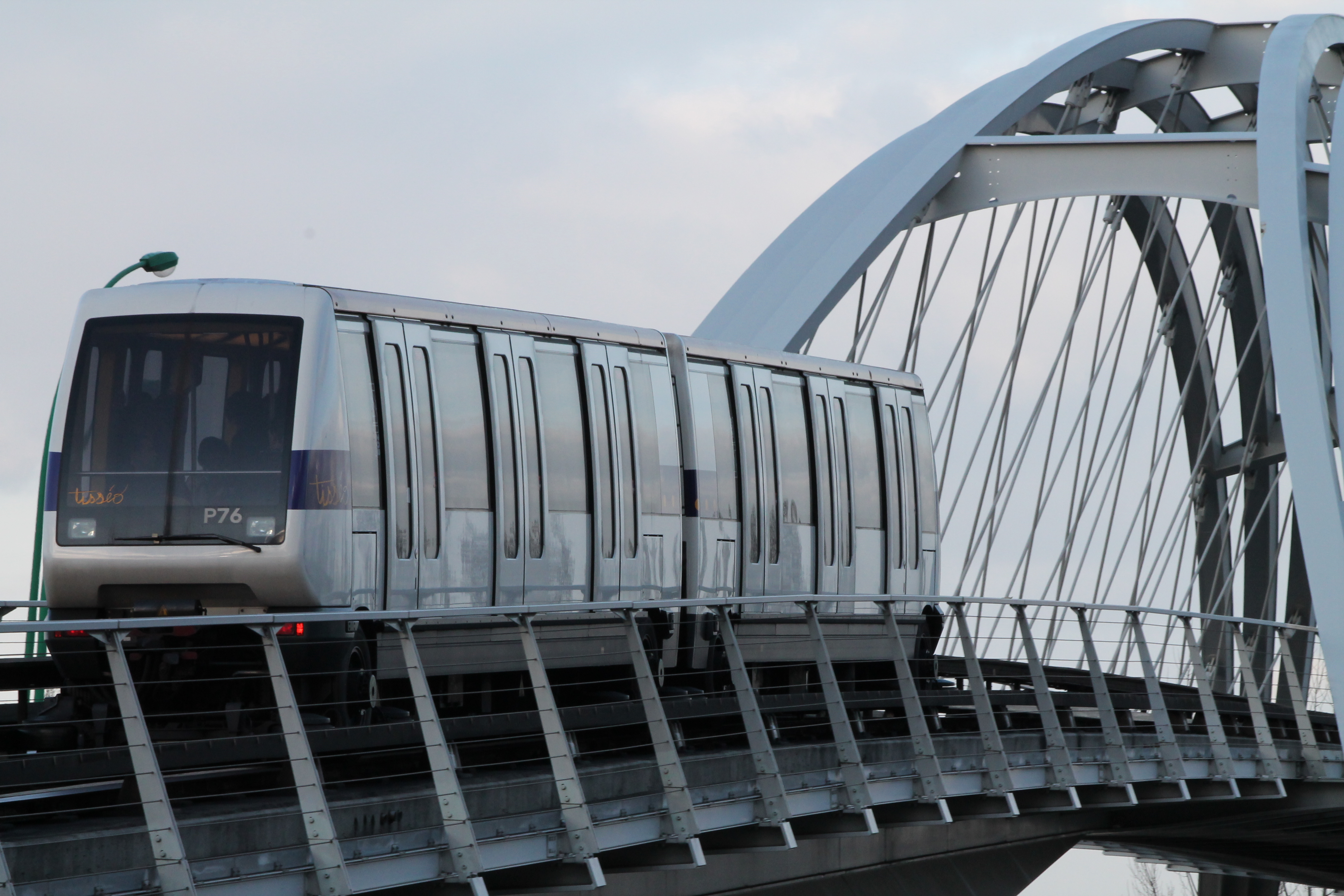
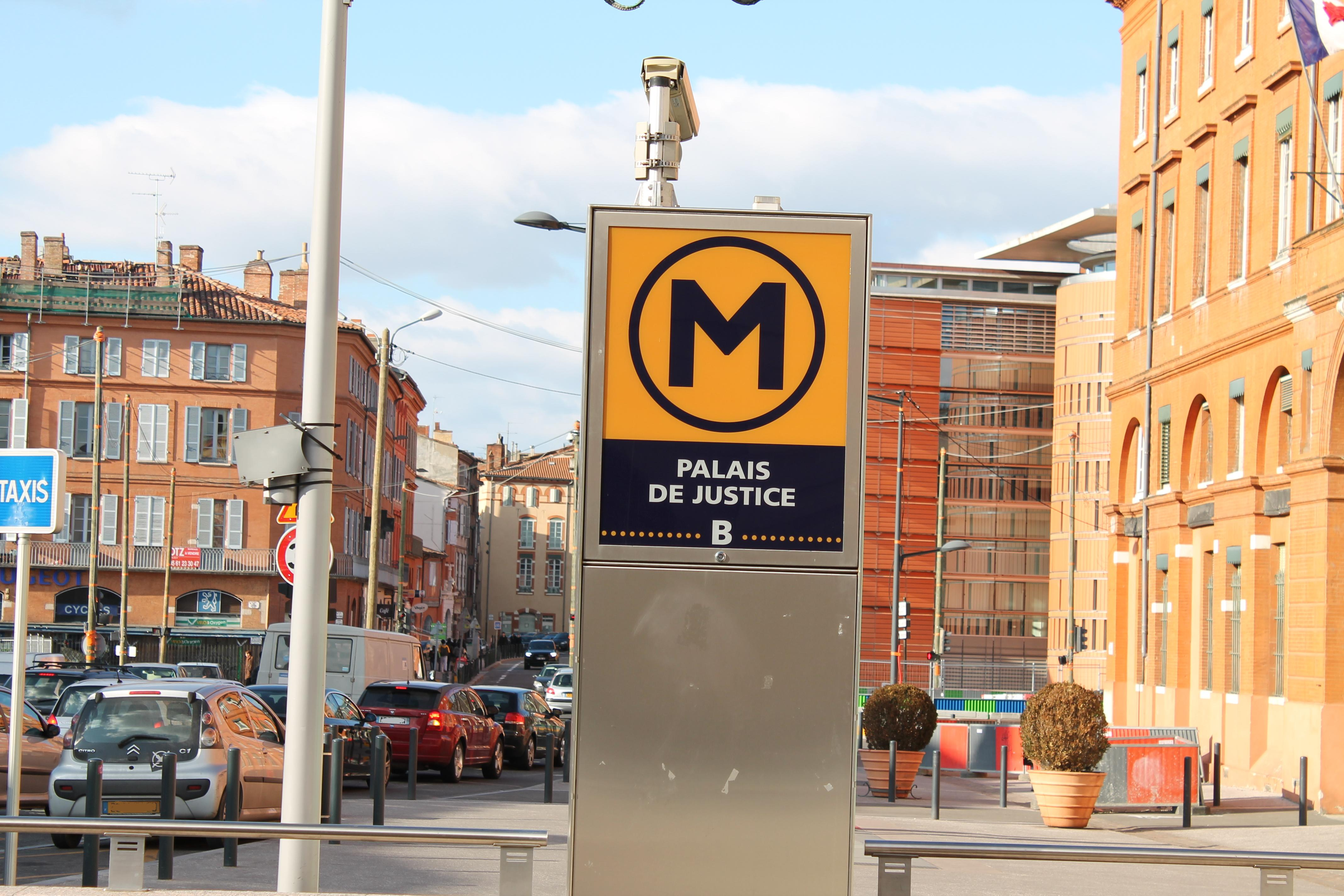
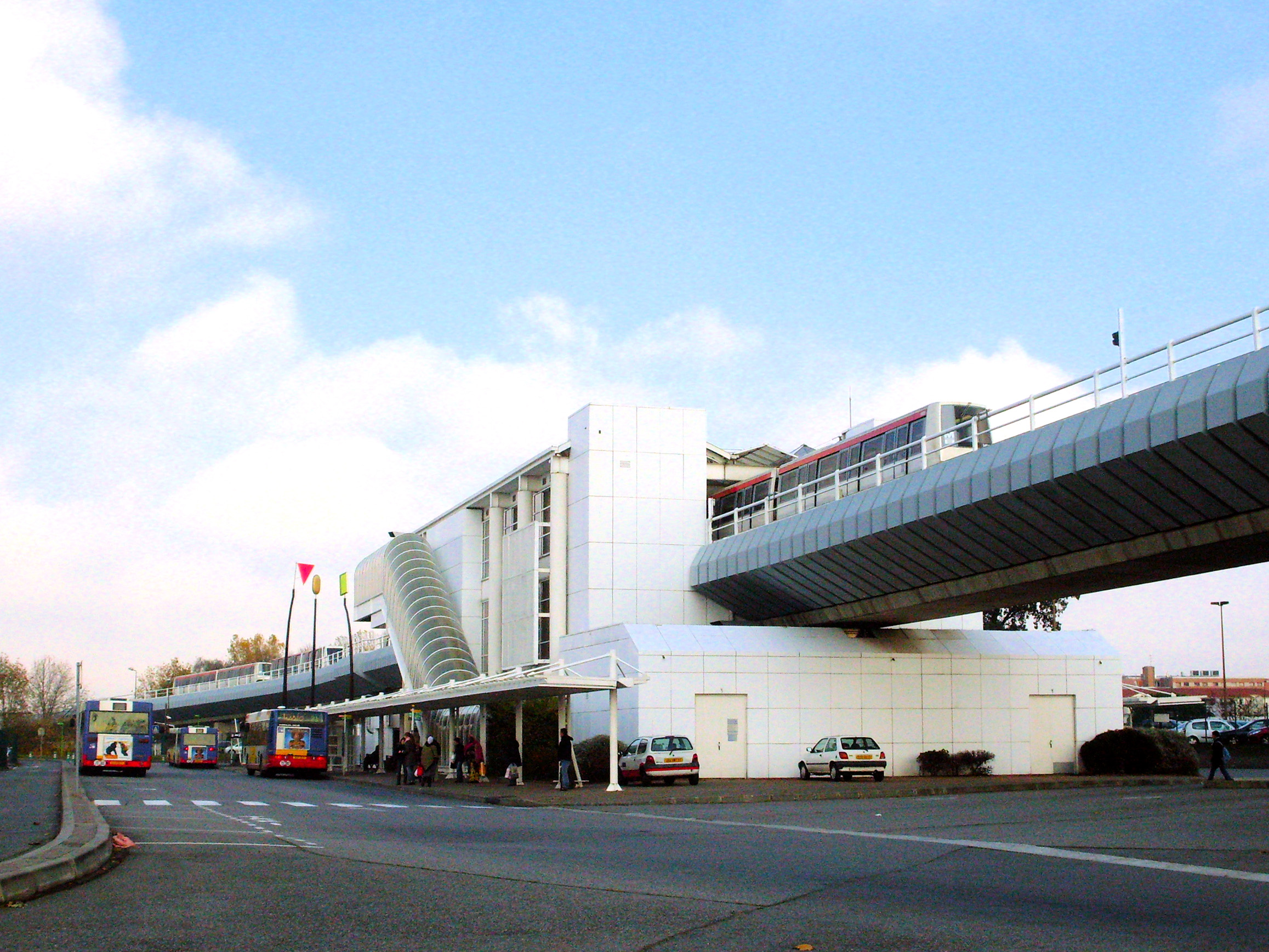
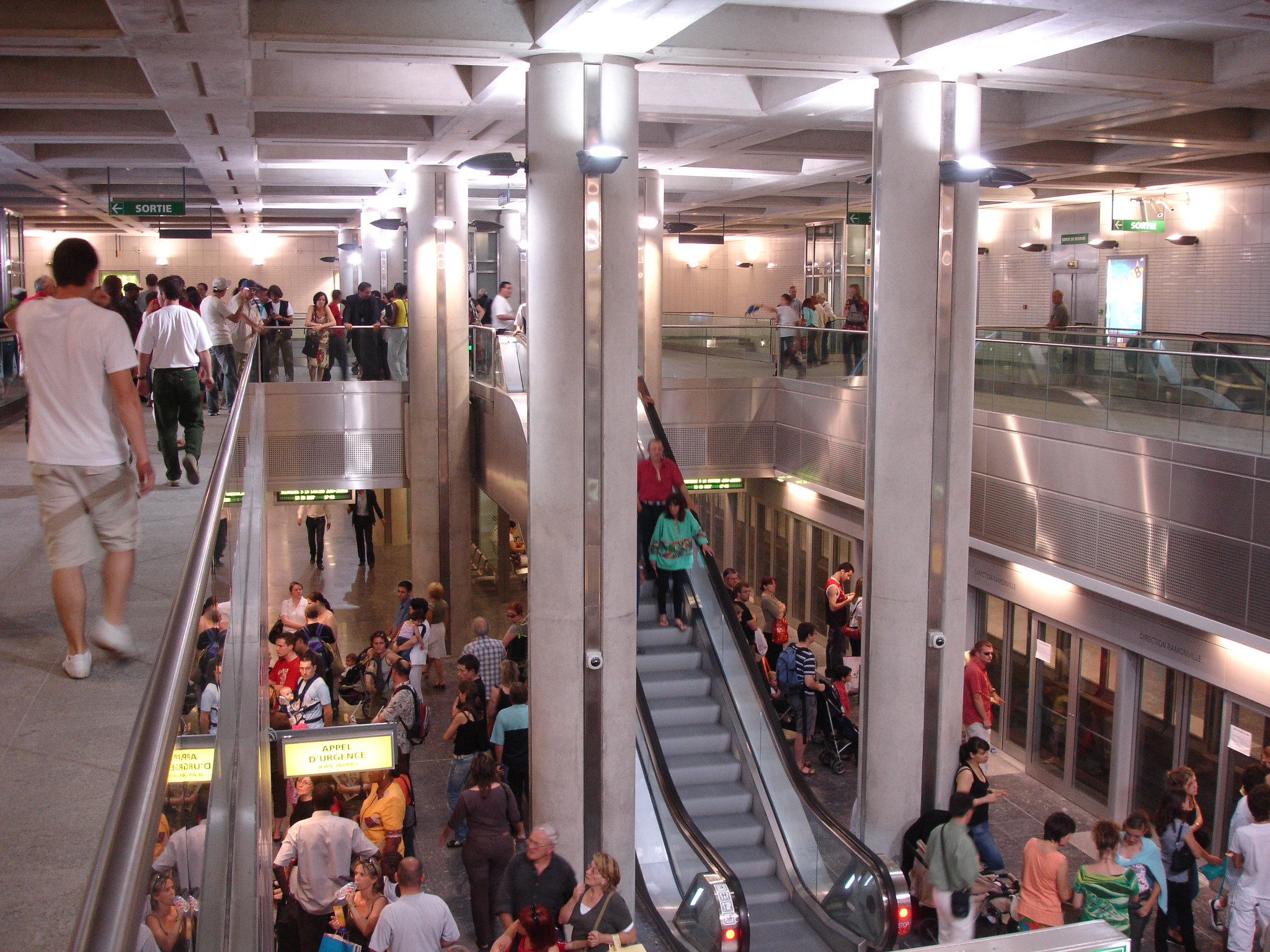
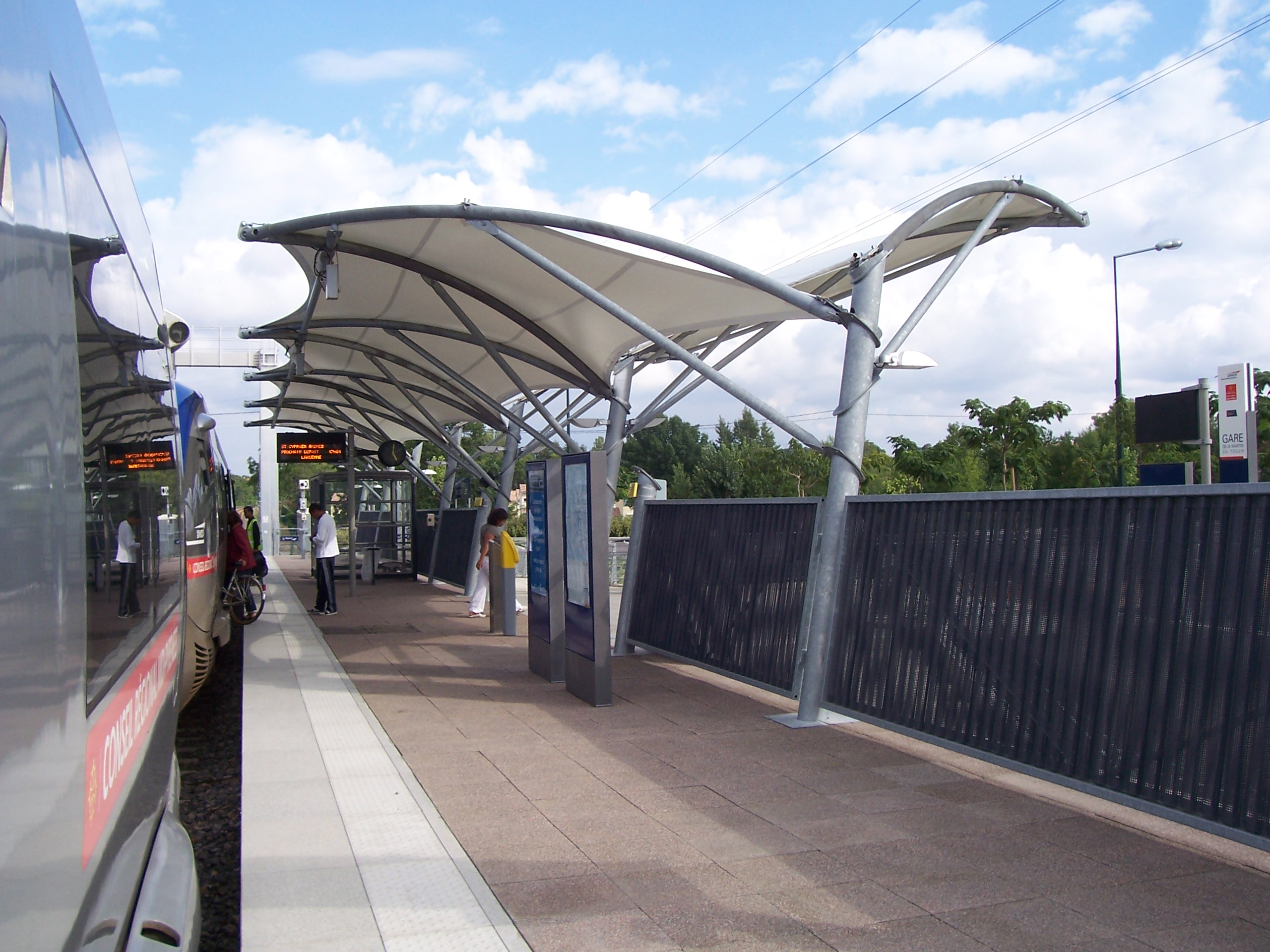
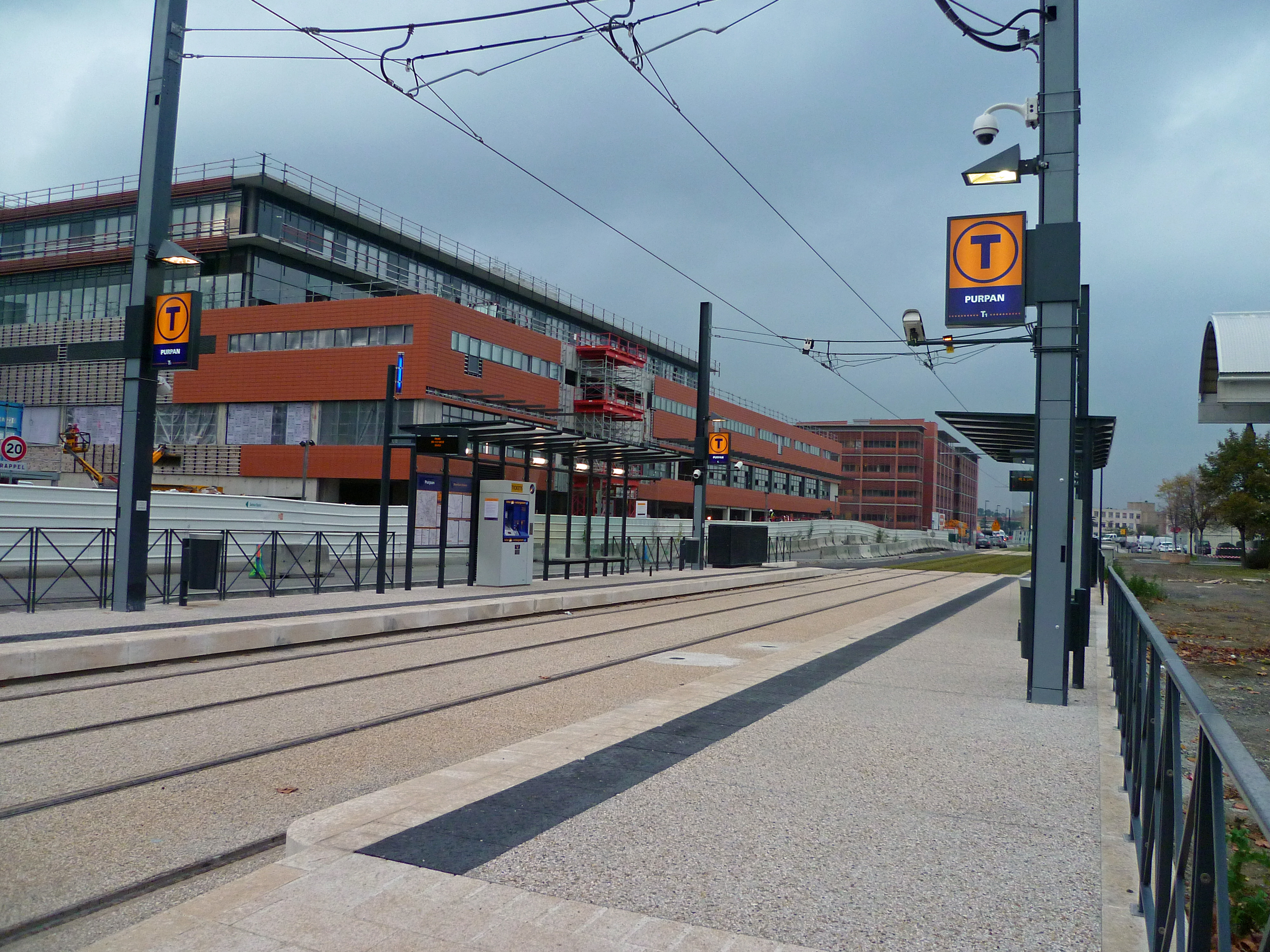
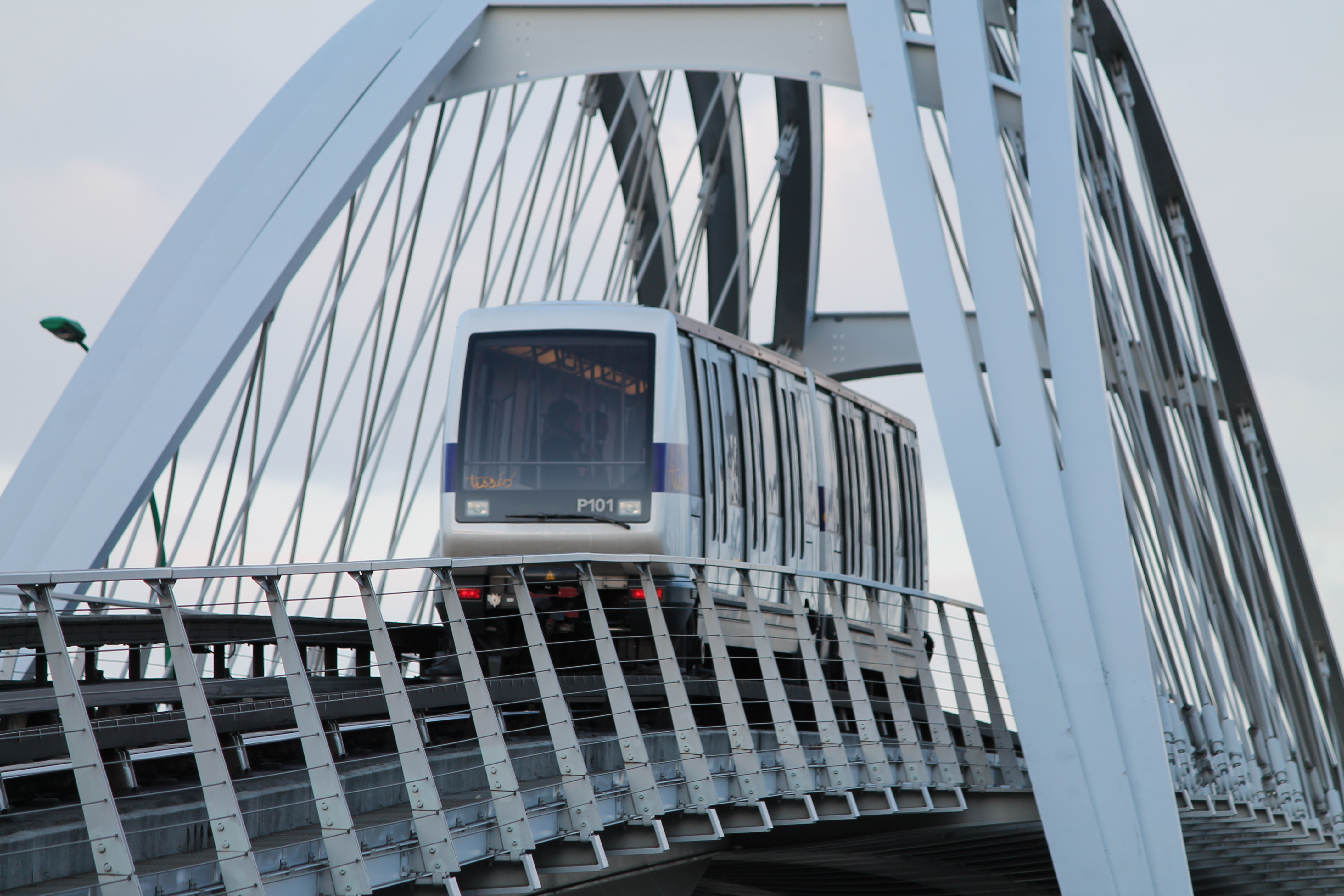